# 3822 Segovia
3822 Segovia eller 1988 DP1 är en asteroid i huvudbältet som upptäcktes den 21 februari 1988 av den japanska astronomen Tsutomu Seki vid Geisei-observatoriet. Den är uppkallad efter den spanske musikern Andrés Segovia.